# 郑律成
郑律成（1914年8月27日—1976年12月7日），原名郑富恩，朝鲜族，音乐家，中华人民共和国和朝鲜民主主义人民共和国两国军歌的曲作者，有“军歌之父”的称号，2009年被评为“100位为新中国成立作出突出贡献的英雄模范人物”。原中华人民共和国副主席王震上将在《作曲家郑律成》一书的序中称”他是当代继聂耳、冼星海之后，又一位杰出的优秀的作曲家，是中国无产阶级革命音乐事业的开拓者之一。”
郑律成1914年出生于日占朝鲜光州的一个革命家庭，1933年进入南京朝鲜革命军事政治干部学校学习并加入义烈团，1937年前往中国革命根据地延安，1939年加入中国共产党。在延安期间，他创作了《延安颂》、《延水谣》、《中国人民解放军军歌》（原名《八路军进行曲》）等作品。第二次世界大战结束后，郑律成返回朝鲜，并创作了《朝鲜人民军进行曲》。1950年，他重返中国，入中国籍，先后在北京人民艺术剧院、中央歌舞团、中央乐团从事音乐创作，文化大革命期间受到过迫害，1976年12月7日因病在北京去世。

## 出身

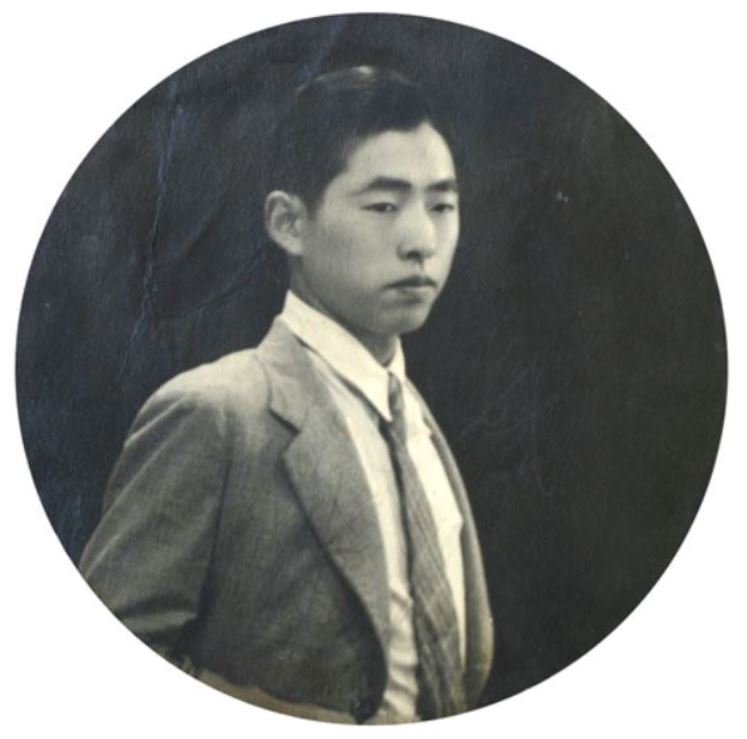
青年郑律成

1914年8月27日（农历七月七日），郑律成出生于光州郡，原名郑富恩，是家中最小的孩子，自幼喜欢音乐。郑律成的父亲郑海业原本是光州望族，后因厌恶贵族腐败而退出郑氏家族，在韩末两班贵族崔学信家做长工。崔学信曾是监司，因厌恶官场丑陋而隐退光州。崔学信对郑海业很欣赏，教授他汉学，并将四女崔泳温嫁给了他:2-5:9。郑律成的大哥郑孝龙和二哥郑仁济都参加过三一运动，后流亡中国，加入中国共产党。郑孝龙后回朝鲜抗日救国，被捕，1934年在狱中病故。二哥郑仁济到中国后进入云南讲武堂学习，后在国民革命军第二十四军任中校参谋，1927年在大革命中牺牲（也有说因脑膜炎病故）。三哥郑义恩负责为义烈团军政学校招生:29:131:39-44。郑律成的姐夫朴健雄是中共党员，曾任义烈团军政学校教育主任（校长是金若山）:34。
郑海业是一位爱国志士，曾一度远赴上海投靠郑律成二舅妈金弼礼的姐夫大韩民国临时政府首任外务部长金奎植:19。他拒绝将儿子送到官办日式学校，而是让郑律成在进步人士创办的私立崇一小学上学:7:11。1929年，郑律成到了上中学的年纪。光州原本是有所日式中学的，但郑海业还是攒钱将他送到全州私立新兴中学学习:10-12。1931年11月5日，郑海业病故:64。1933年春，郑律成三哥郑义恩在朝鲜为义烈团军政学校招生，后在家中被警察逮捕。郑律成母亲崔泳温让二弟崔泳旭想办法营救。一直主张将郑律成留在家中的崔泳温一改常态，让二弟也把郑律成送到中国去。郑律成和几位青年从木浦乘船到釜山，被营救出来的崔泳旭坐火车也到达了釜山。哥俩一起从釜山经日本长崎到达中国上海:15-18。

## 初到中国
1933年5月，郑律成一行乘船抵达上海，后坐火车到南京，进入朝鲜革命军事政治干部学校第二期学习。同年9月16日加入义烈团。在南京，他还结识了在教堂里练钢琴的中国第一代钢琴演奏家范继森。1934年，郑律成被金若山分配到南京鼓楼电话局监听日本人的电话。金若山还资助他周末去上海学习音乐。当时，范继森在上海国立音乐专科学校学习，在他的帮助下，郑律成经杜矢甲介绍进入俄罗斯女中音克利诺娃的声乐馆学习。期间，他结识了唐荣枚和向隅。克利诺娃对郑律成的天赋很是肯定，不仅免收学费还想推荐他到意大利深造，说他有成为“东方卡鲁索”的潜质。:75-107:18-20
在上海，郑律成还与姐姐郑奉恩重逢，并结识了姐夫朴健雄，以及金山、金奎光和杜君慧夫妇等中国共产党革命前辈。1936年，郑律成加入了朝鲜民族解放同盟。经金山介绍，郑律成结识了在南京的中共地下党罗青。在罗青的推荐下，他参加了南京进步青年成立的“五月文艺社”，并为社歌《五月之歌》谱曲。通过五月文艺社，他还与田汉等中国左翼艺术家广泛接触，一起积极进行反日宣传。1937年，在罗青的介绍下，他还结识了冼星海。由于国共合作破裂后与国民党关系密切的金若山与朴健雄、金山、金奎光等共产党员在抗日救国路线上政见不同，义烈团终止了对“朴健雄小舅子”去上海学习音乐的资助。郑律成不得不结束了在克利诺娃声乐馆的学习，同时也离开了民族革命党（义烈团）。:108-126:136-141

## 延安和太行山时期

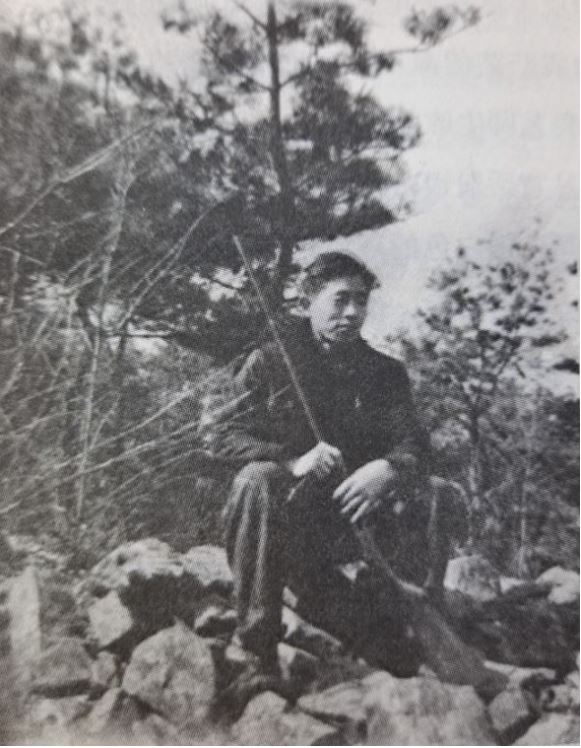
郑律成在延安打猎

1937年，郑律成在杜君慧的帮助下带着潘汉年和宣侠父的介绍信前往延安，并从李公朴那里得到了30块银洋的路费资助，“五月文艺社”的社员还为他提供了日记本、毛巾、牙膏等生活用品。10月，郑律成到达延安，进入陕北公学学习。1938年初又进入刚成立的鲁迅艺术学院音乐系学习。到延安不到半年，郑律成创作了他的成名曲《歌唱延安》，词作者是莫耶。在一次晚会上，他与女高音唐荣枚一起演唱了这首歌。毛泽东听后高兴鼓掌。此后，这个曲被中共中央宣传部采纳，并更名为《延安颂》。此歌传唱度很高，甚至远飘海外。1993年，该歌被中华民族文化促进会评为20世纪华人音乐经典作品之一。:32-34:145-150:137-150
1938-1939年是郑律成创作的第一高潮期，创作了《延安颂》、《延水谣》等脍炙人口的作品。鲁迅艺术学院毕业后，郑律成被分配到中国人民抗日军事政治大学政治部宣传科任音乐指导。1938年冬，诗人公木被调到延安。两人一起合作创作了《八路军大合唱》，包括《军歌》、《进行曲》、《骑兵歌》、《炮兵歌》、《快乐的八路军》、《子夜岗兵颂》、《军民一家》、《八路军和新四军》八支歌曲。其中的《八路军进行曲》后成为中国人民解放军的军歌:35-42:149-150。1940年，《八路军军歌》和《八路军进行曲》在八路军总政治部机关杂志《八路军军政杂志》上发表。次年，《八路军大合唱》在延安“五四中国青年节征文评奖”活动中获“音乐甲等奖”:42:193-197。
1939年1月，郑律成成为中国共产党预备党员，同年5月转为正式党员:167:59。不过，由于金山的原因和他在南京曾监听日本人电话的经历，郑律成遭到康生领导的中央社会部“日本特务”的嫌疑，但他的党籍因音乐创作有功而得到保留。当时郑律成与丁雪松在谈恋爱，两人关系也因此受到影响。多亏武亭的帮助，两人才得以结婚。1941年1月，朝鲜革命团体“朝鲜青年联合会”在太行抗日根据地成立，武亭当选会长。同年5月，朝鲜义勇队北上到达太行抗日根据地。同年7月，郑律成当选“朝鲜青年联合会”陕甘宁边区支会会长。1942年2月，延安开始了整风运动，郑律成的“特嫌”被继续。他决定“死也死在前方”，在武亭的帮助下，郑律成同年8月被允许前往太行山前线，从而避开了康生的阴影。在太行山，他参加了八路军的武工队，与3位朝鲜战友和一个日本人一起深入敌占区执行武装宣传任务。1943年秋，世界反法西斯战势出现大扭转，日军开始处于不利局面。年底，郑律成开始与太行山部队向延安转移，后于1944年4月7日到返回延安。:173-234:46-60

## 回到朝鲜

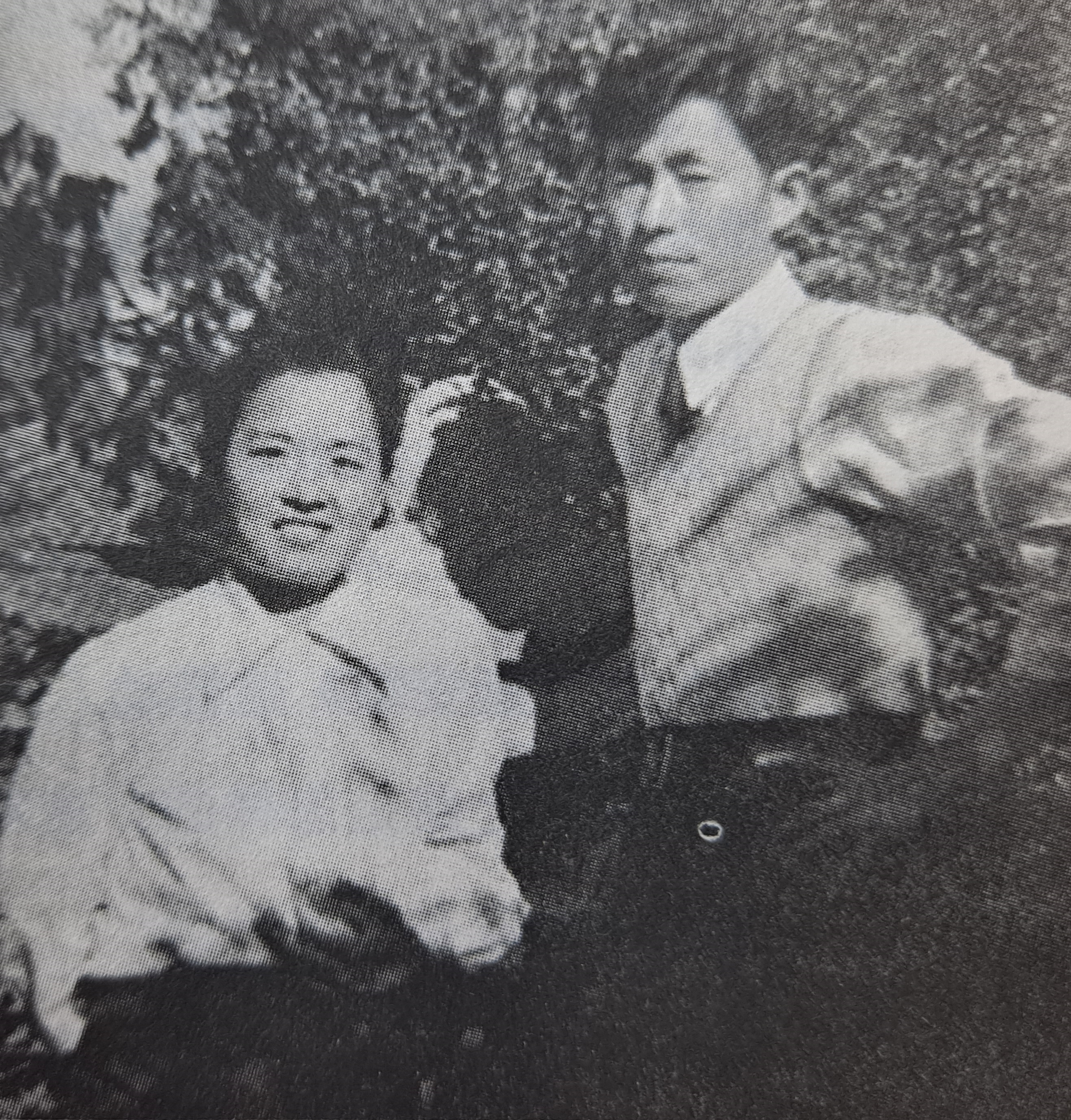
郑律成和丁雪松在平壤

1945年8月10日，日本通讯社报道说日本准备向盟军投降。次日，朱德总司令宣布第六号令要求在华朝鲜部队前往东北地区解放朝鲜。得知喜讯的郑律成作词作曲创作出了《向祖国前进》。同年9月3日，他携妻子和女儿与大部队一起向东北出发。远征途中，他创作了《三一进行曲》和《朝鲜解放进行曲》:239-244。1945年12月，郑律成经丹东到达平壤。次年1月，他被分配到黄海道任道党宣传部长:69-70。他和丁雪松的中共党籍被转为朝鲜劳动党。同年9月，金日成提出尽快创作爱国歌和军歌的指示。郑律成在该年创作了《朝鲜人民军进行曲》，并为朝鲜诗人赵基天的诗《豆满江》谱了曲。1947年3月，郑律成被调往平壤担任保安干部队（朝鲜人民军前身）俱乐部部长兼协奏团团长。1948年2月，朝鲜人民军正式成立，他创作的《朝鲜人民军进行曲》被定为朝鲜军歌。同年4月，朝鲜半岛南北方在平壤召开了南北联席会议，郑律成的姐夫朴健雄作为左右合作委员会宣传部长来到平壤。郑律成姐姐郑奉恩将老母亲崔泳温带到平壤与他团聚。这一年，他还荣获共和国“模范劳动者”称号和纪念“八·一五解放”三周年共同筹备委员会奖状。:251-263
1946年11月，丁雪松被任命为朝鲜劳动党中央侨务委员会秘书长，1948年5月开始兼任华侨联合总会委员长。1949年初，丁雪松开始担任华侨联合总会中国商业代表团团长，党籍也由朝鲜共产党转为中国共产党。丁雪松职务上的变化对郑律成产生了负面影响。同年4月，朝鲜人民军政委金一以他爱人是中国人为由，称郑律成不适合在军中工作，把他调到朝鲜国立音乐大学任作曲部部长。同年秋，从北京出差回来的丁雪松被任命为新华社驻朝鲜特派员，很快又晋升为新华社平壤分社社长。1950年，朝鲜战争爆发后，中国在平壤设立了驻朝大使馆，丁雪松被任命为外交官。丁雪松的中国官员身份使得郑律成越发不可融入朝鲜主流，两人为此陷入苦恼，最终决定回中国发展。在周恩来的帮助下，两人被金日成允许返回中国。郑律成入中国籍。:262-271

## 返回中国

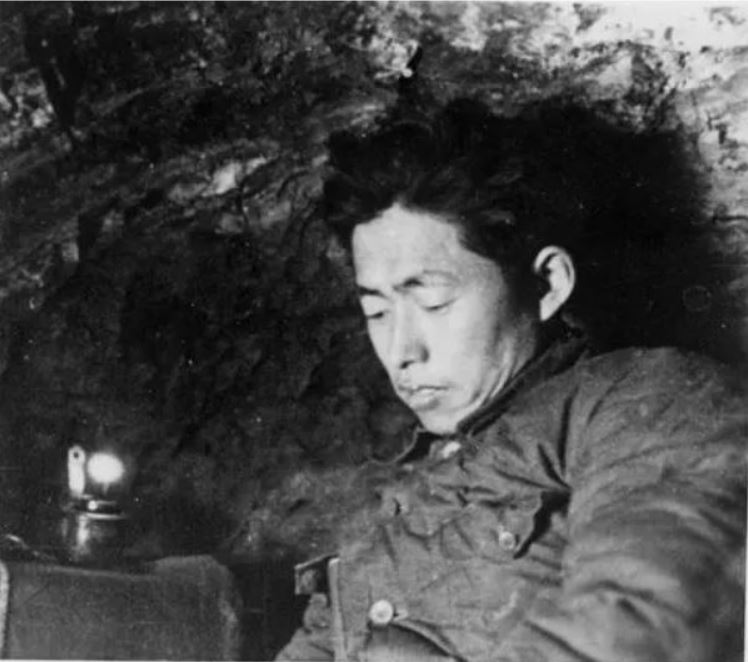
郑律成在防空洞内创作音乐

1950年12月，郑律成以志愿军的身份奔赴朝鲜战场。他在战壕里创作了《歌唱白云山》、《献给汉江前线的英雄们》、《中国人民志愿军进行曲》、《志愿军十赞》等战歌。1951年1月，志愿军再次攻下汉城，他在战争废墟中发现了两大部十八套朝鲜古代宫廷乐谱。这些乐谱，丁雪松后来回赠给了韩国。:172-173:112-115
1951年4月，郑律成从朝鲜战场回到中国，被分配到北京人民艺术剧院工作。丁雪松被安排担任中共中央对外联络部朝鲜处代处长。同年7月，郑律成在柏林参加了第三届世界青年与学生和平友谊联欢节。1952年，他创作了《和平之声》与《和平鸽》（1953年在全国大众歌曲评比中获三等奖）。此后他去四川体验生活，期间以川江号子为素材创作了《江上的歌声》，并第一次拜访了岳母。1953年春，他被调到中央歌舞团担任创作组组长。同年，他在兴安岭体验生活，创作了《采伐歌》、《兴安岭上雪花飘》（词曲作者都是郑律成）、《幸福的农庄》（1958年由音乐出版社出版单行本）等作品。在舟山期间，他创作了《强大的舰队在海上行进》、《海上渔歌》、《炮艇大队出动了》等军歌。:275-295:87-88
1955年，郑律成被调到中央乐团创作组。他在走访北京小学时得到灵感，创作了《我们多么幸福》（在1980年全国少年儿童文艺创作评议中获一等奖）。此外他还创作了布达佩斯世界青年联欢会演出歌曲《友谊和平进行曲》。1956年3月，郑律成成为中国音乐家协会会员。1956-1958年间，他先后走访湖南、广西、云南、贵州、福建等地，创作了《少年运动员之歌》、《美丽的青岛》、《铁路工人歌》、《快乐的童年》、《海防哨兵》、《快乐的海岸炮兵》、《我们是人民的快艇兵》等作品。在云南期间，他还与作家徐嘉瑞一起创作了以白族民间爱情传说为题材的歌剧《望夫云》。此外，他在1958年还开始为毛泽东诗词谱曲，创作了《十六字令三首》《七律·长征》《忆秦娥·娄山关》等。:293-310:88
1959年，在“反右倾运动”中，郑律成被扣上“反党、严重右倾”、“分裂中国音乐家协会”的帽子。为摆脱困扰，他在1960年代初先后到井冈山、瑞金、长沙体验生活，为毛泽东的《沁园春·雪》、《西江月·井冈山》等五首诗词谱曲，并创作了大合唱《秋收起义》。由于他被打成“反党”，《秋收起义》没能得到演出。1962年1月，中共纠正“反右倾扩大化”错误后，郑律成被摘掉右倾的帽子。在陈毅的帮助下，《望夫云》1962年也得以在北京天桥剧场首次公演。这部西洋歌剧形式的正歌剧在当时非常罕见，引起了不少争议。上演仅三场之后，就因为毛泽东在与华东省、市委书记谈话时说：“帝王将相、才子佳人多起来，有点西风压倒东风……东风要占优势。”而被停演:314-320。1963年，郑律成在空军某部体验生活期间创作了《飞行员之歌》、《前进，人民空军》、《高歌猛进飞向前》等作品:101。
1966年文化大革命爆发后，郑律成被造反派批斗，关进“牛棚”。1967年4月，中央文革小组成员戚本禹来到中央乐团，指示造反派起用郑律成等几位艺术家。郑律成因此得以解放。当时还没完全看清文化大革命的郑律成还向昔日延安鲁迅艺术学院戏剧系指导员江青写了“表态信”。得到解放的郑律成试图帮助解救许文（笔名放平）。造反派于是重新开始了郑律成延安整风运动时期的“特嫌”，说他是“大鲨鱼”“南朝鲜的特务”，继续对他批斗。当时的中央乐团革命委员会副主任李序是吉林浑江人，日占东北时期，他就在家乡听人传唱郑律成的《延安颂》，家乡解放后又听他的《八路军进行曲》。他因此很敬重郑律成，帮助郑律成搞专案反调查。他按郑律成提供的可以证明他过去的人员名单，先后找到杜君慧、贺敬之、朱理治和一些朝鲜族抗日干部为郑律成证明了清白。李序的调查资料后来帮助郑律成在动荡的年代一次次地躲过了危险。1973年，邓小平被恢复工作后，中央乐团革命委员会下达创作“批邓”歌曲的任务。不愿承接此任务的郑律成，违心地接受了阶级斗争电影《锁龙湖》的歌曲创作任务，去了微山湖。1976年，他又为此去了长春电影制片厂。:333-370
1976年10月，文化大革命结束后，郑律成以极大的热情投入到音乐创作中。他向中央乐团提交了一份交响乐的创作计划：一组回忆延安的大合唱、一部有关白求恩的歌剧、一部《友谊交响曲》和一个有关秋收起义的颂歌。同年11月30日，他的作品《针锋相对》在北京人民艺术剧院上演。12月5日，他应张家口京剧团的邀请前往张家口为京剧《八一风暴》助阵。演出结束后，郑律成与被解放出来的艺术家们举杯畅饮。患有高血压的他从不吸烟、喝酒，但为庆祝周恩来总理形象在粉碎四人帮后重回舞台，郑律成喝了酒，吸了烟。次日，郑律成乘坐吉普车冒着风雪一路颠簸回到家中。12月7日早，郑律成因感觉头晕搭乘返回张家口的吉普车到郊外呼吸新鲜空气，在昌平的运河边晕倒，送医院治疗无效后于1976年12月7日下午十七时十分病故，享年62岁。《人民日报》、韩国《东亚日报》等中外媒体刊登了郑律成去世的消息。12月17日，北京八宝山举行了追悼大会，胡耀邦、王震、廖承志等中国政界以及艺术界人士参加了追悼会。:373-384

## 纪念

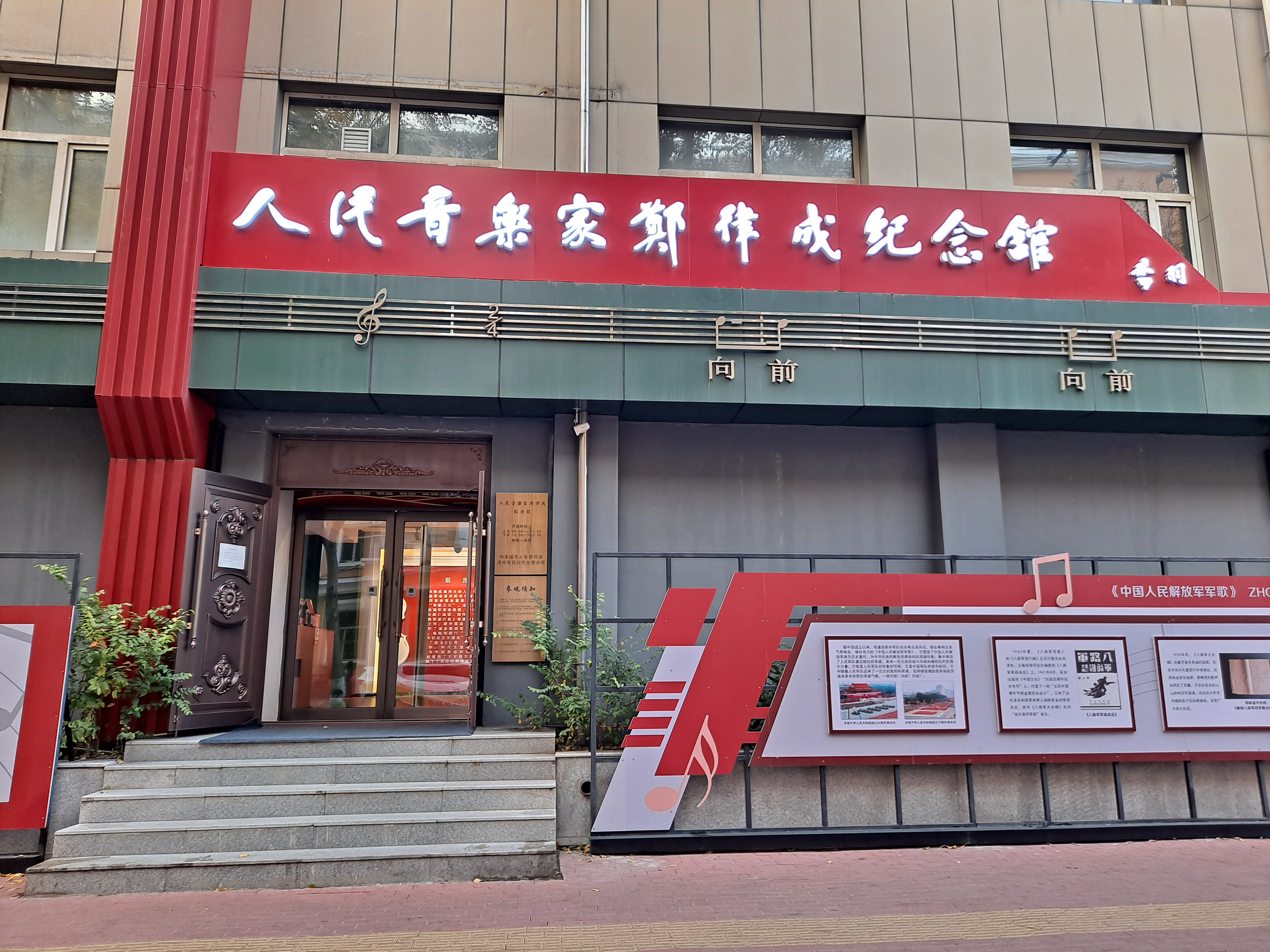
人民音乐家郑律成纪念馆

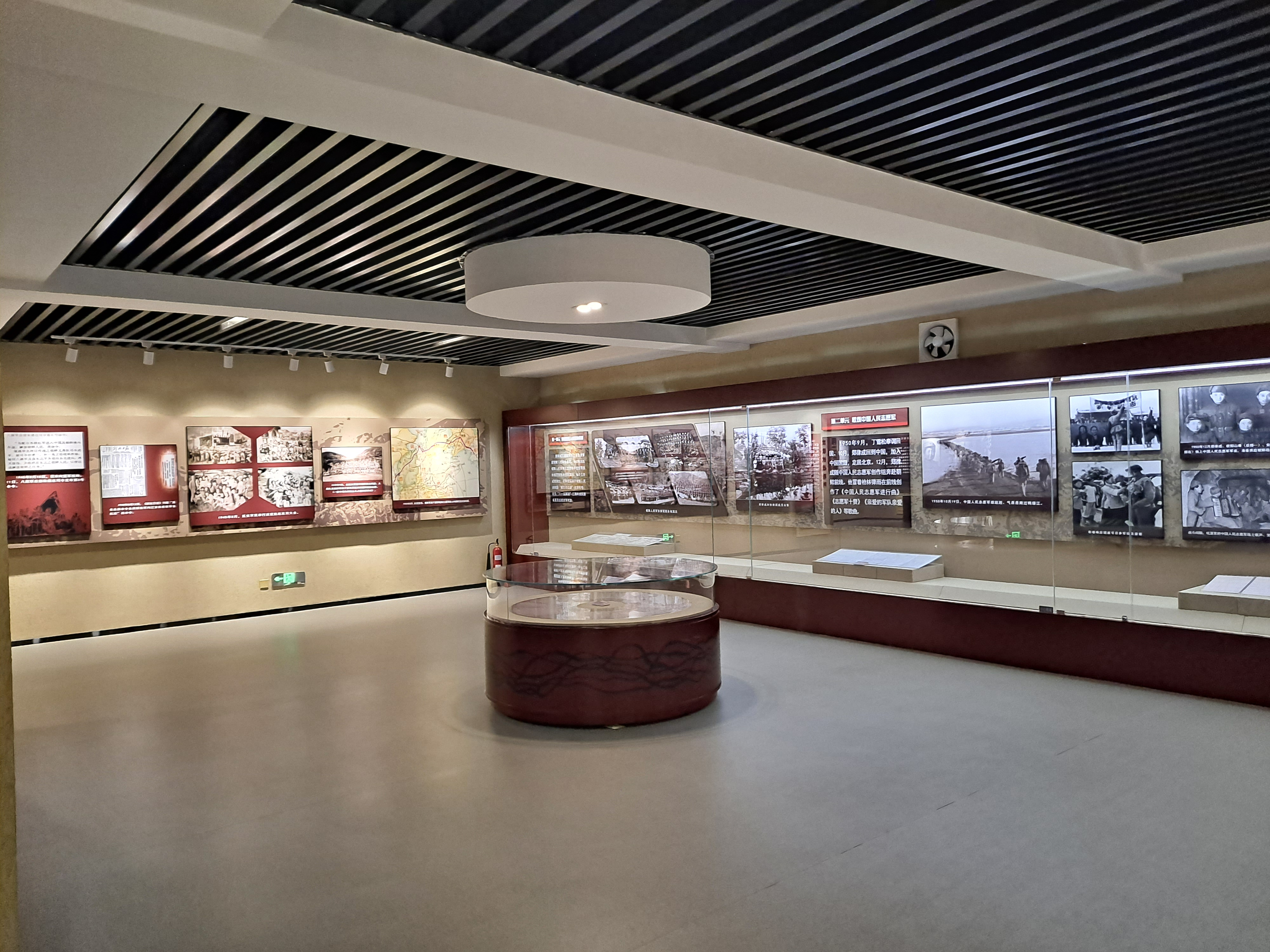
人民音乐家郑律成纪念馆内部

- 郑律成逝世一周年时，中央乐团等六个文艺团体联合举行了郑律成作品音乐会。[9]:169
- 郑律成逝世十周年时，北京和延边都举行了郑律成音乐会。辽宁出版社出版了《郑律成歌曲集》，中国唱片社录制了《郑律成作品专辑》唱片，延边人民出版社出版了《论郑律成》。[9]:169
- 1988年7月25日，时任中华人民共和国中央军委主席邓小平发布命令将郑律成1939年创作的《中国人民解放军行曲》（原名《八路军进行曲》）定为《中国人民解放军军歌》。[7]:2
- 1997年中国人民解放军建军70周年之际，北京举行郑律成作品音乐会。李瑞环题词：“丹心为国，高歌奋进”；宋平题词：“延安颂唱遍华夏，进行曲势若狂飙”；迟浩田题词：“峥嵘岁月的丰碑，催人奋进的心声”。[9]:171
- 2005年11月，中韩联合举办第一届光州郑律成国际音乐节[4]
- 2009年，在中华人民共和国成立60周年之际，郑律成在中共中央宣传部等十一个部委联合组织的评选中被评为“100位为中国成立作出突出贡献的英雄模范人物”之一。[7]:3
- 2009年7月25日，黑龙江省与哈尔滨市联合举办《中国人民解放军军歌》诞生七十周年——“军歌嘹亮——郑律成作品音乐会”。哈尔滨市还举行了“人民音乐家郑律成生平事迹展”。[6]:387
- 2012年，中华人民共和国文化部主管的中华社会文化发展基金成立“郑律成音乐基金”。[7]:4
- 2014年起，韩国光州文化放送社每年举办一届郑律成童谣节大赛[4]
- 2014年郑律成诞辰100周年之际，国家大剧院举行了《伟大复兴，向前向前——纪念音乐家郑律成诞辰百年》音乐会。韩国光州市举行了《Festival oh!光州—郑律成庆典》[10]

### 建筑

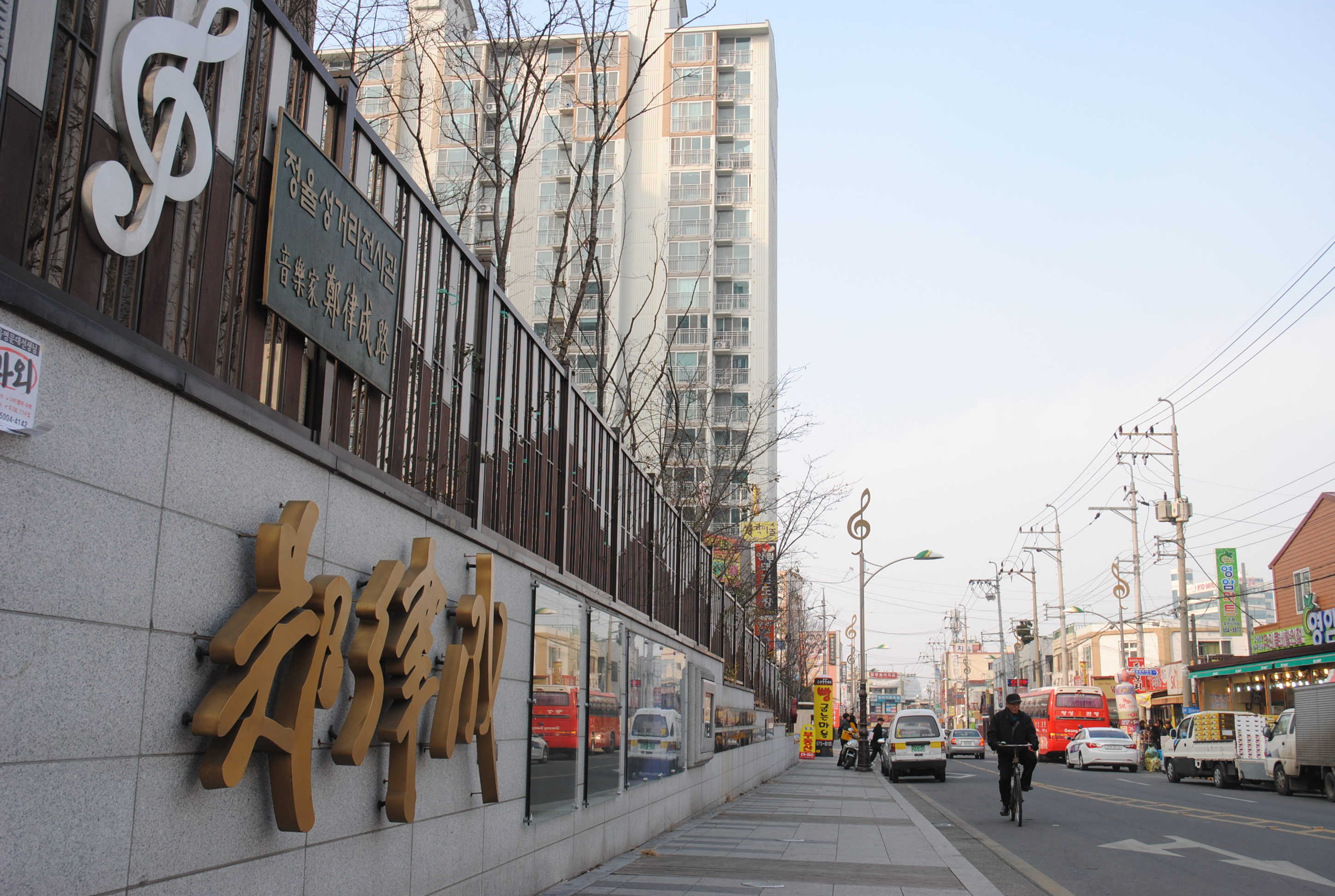
韩国光州市郑律成路

- 2005年，黑龙江省哈尔滨市建人民音乐家郑律成纪念馆[4]，2023年迁址后重新开放[11]
- 韩国光州杨林洞地区郑律成路，郑律成故居[12][13]。
- 2023年，韩国光州拟建郑律成纪念公园，引发争议[14][15]。

## 家庭

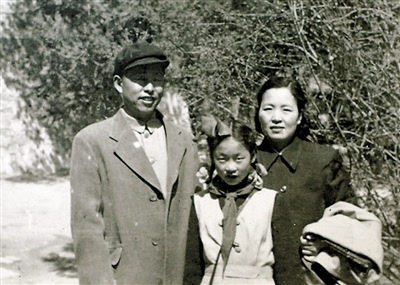
郑律成丁雪松与女儿小提

- 夫人丁雪松：中华人民共和国首位驻外女大使。1941年冬天，与郑律成在延安结婚[16]。
  - 女儿郑小提：总政歌舞团作曲家、中国旅游出版社音像部音乐编辑、巴罗克室内合唱团团长，嫁成都军区原副司令员金仁燮中将。

- 韩国国会议员郑成太（朝鲜语：정성태）与郑斗彦是他的同族亲戚[17]。

## 影视作品
- 朝鮮民主主義人民共和國1992年电影：《音乐家郑律成》
- 中国2002年电影：《走向太阳》